# 470-е годы
470-е (четы́реста семидеся́тые) го́ды по юлианскому календарю — промежуток времени с 1 января 470 года по 31 декабря 479 года, включающий 470 год 7-го десятилетия   и с 471 по 479 годы    8-го десятилетия V века 1-го тысячелетия.  Они закончились 1546 лет назад.

## Важнейшие события
- Начало 470-х годов — Хильдерик очистил от англосаксонских пиратов земли к юго-западу от Орлеана вокруг Анжера.
- Конец 470-х годов — Эфталиты разбивают персов, берут в плен Пероза и вынудили его уступить им районы Мерва, Балха, Герата и уплатить контрибуцию, а также оставить заложником своего сына.
- 470-е годы — Распад государства Гупт[1][2].

## Родились
- Буддапалита

## Скончались
- Антемиол